# تاريخ النساء في المملكة المتحدة

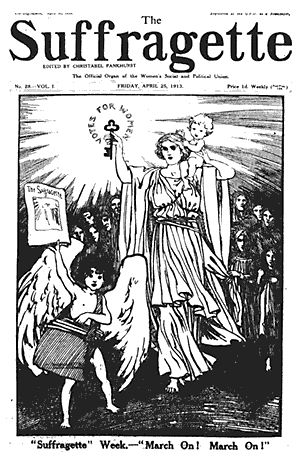
منح المرأة حق التصويت.

تاريخ النساء في المملكة المتحدة يشمل الأدوار الاجتماعية والثقافية والسياسية للمرأة في بريطانيا على مدى الألفيتين الماضيتين.

## في العصور الوسطى
كانت إنجلترا في العصور الوسطى مجتمعًا أبويًا وتأثرت حياة النساء بشدة بالمعتقدات الراهنة حول الجنس والسلطة. على أي حال، يختلف وضع النساء وفقًا لعوامل تشمل الطبقة الاجتماعية، سواء كن عازبات أم متزوجات أم أرامل أم متزوجات مرة أخرى، وفي أي جزء من البلاد عشن. تجادل هنرييتا ليسر أنه كان للنساء الكثير من القوة غير الرسمية في منازلهن ومجتمعاتهن، على الرغم من أنهن كن تابعات رسميًا للرجال. كما أنها ميزت تدهور وضع المرأة في العصور الوسطى، على الرغم من أنها احتفظت بأدوار قوية في الثقافة والقيم الروحية.
استمرت التفاوتات الكبيرة بين الجنسين طوال هذه الفترة، حيث كان للنساء عادة خيارات حياتية محدودة، في الحصول على العمل والتجارة، والحقوق القانونية أكثر من الرجال. بعد الغزو النورماندي، تغير وضع المرأة في المجتمع. أصبحت حقوق المرأة وأدوارها محددة بشكل أكثر دقة، ويعود ذلك جزئياً إلى تطوير النظام الإقطاعي وتوسيع النظام القانوني الإنجليزي. استفادت بعض النساء من هذا، بينما خسرت أخريات. وُضعت حقوق الأرامل رسميًا في القانون بحلول نهاية القرن الثاني عشر، ما يوضح حق المرأة الحرة في حيازة الممتلكات، لكن لم يمنع هذا النساء بالضرورة من التزوج بالإكراه مرة أخرى. أدى نمو المؤسسات الحكومية في ظل تعاقب الأساقفة إلى تقليص دور الملكات ومنازلهن في الحكومة الرسمية. بقيت النساء النبيلات المتزوجات أو الأرامل راعيات مهمات للثقافة والدين ولعبن دورًا هامًا في الأحداث السياسية والعسكرية، حتى لو كان المؤرخون غير متأكدين ما إن كان هذا السلوك مناسبًا. كما هو الحال في القرون السابقة، عملت معظم النساء في الزراعة، ولكن هنا أصبحت الأدوار أكثر وضوحًا بين الجنسين، على سبيل المثال عُرفت الحراثة وإدارة الحقول على أنها عمل الرجال، في حين سيطرت النساء على إنتاج الألبان.
في العصور الوسطى، كانت المرأة مسؤولة عن تخمير وبيع الجعة التي شربها جميع الرجال. بحلول عام 1600، تولى الرجال هذا الدور. ومن أسباب ذلك النمو التجاري، ونشأة السندات الحكومية، والتكنولوجيا المتغيرة، والتنظيمات الجديدة، والانتشار الواسع للأحكام المسبقة التي ربطت الإناث الصانعات للمشروبات  مع الثمالة والاضطراب. ما تزال الحانات تستخدم النساء لخدمتها، وهي مهام منخفضة المستوى، وذات مهارة منخفضة وأجر سيئ.

## أوائل العصر الحديث

### عصر تيودور
قدم عصر تيودور وفرة من المواد عن نساء النبلاء –خاصة زوجات العائلة الملكية والملكات. ولم يستعد المؤرخون سوى القليل من الوثائق حول متوسط حياة النساء. ومع ذلك، كان هناك تحليل إحصائي واسع النطاق للبيانات الديموغرافية والسكانية التي تشمل النساء، وخاصة في أدوارهن في الإنجاب.
كان دور المرأة في المجتمع، في العصر التاريخي، غير محدد نسبيًا. علق زائرو إنجلترا الإسبان والإيطاليون بشكل منتظم، وأحيانًا بحذر، على الحرية التي تتمتع بها النساء في إنجلترا، على عكس ثقافاتهن المنزلية. كانت نساء إنجلترا من الطبقة العليا ومتعلمات بشكل جيد أكثر ما كان شائعًا في أي مكان في أوروبا.
كانت الحالة الاجتماعية للملكة موضوعًا سياسيًا ودبلوماسيًا رئيسيًا، ودخلت الثقافة الشعبية. ألهمت حالة إليزابيث غير المتزوجة عبادة البكارة. صُورت في الشعر والرسم، على أنها عذراء أو إلهة أو كليهما، وليس كامرأة عادية. قدمت إليزابيث فضيلة بالحفاظ على عذريتها: في عام 1559، أخبرت مجلس العموم، «وفي النهاية، سيكون هذا كافيًا بالنسبة لي، وليعلن الحجر الرخامي أن ملكة، بعد أن حكمت في مثل هذا الوقت، عاشت وماتت عذراء». كانت تحية الجمهور للعذراء عام 1578 بمثابة تأكيد خفي لمعارضة مفاوضات زواج الملكة من دوق ألونسون.
خلافًا لتأكيد والدها على الرجولة والقدرات الجسدية، شددت إليزابيث على موضوع الأمومة، قائلة أنها في كثير من الأحيان كانت متزوجة من مملكتها ورعاياها. وأوضحت «أحتفظ بالنوايا الحسنة تجاه جميع أزواجي –إلى شعبي الطيب– لأنهم إن لم يتأكدوا من حبي الخاص تجاههم، فما كانوا ليقدموا بسهولة مثل هذه الطاعة الجيدة»، ووعدوا في عام 1563 أنه لن يكون لهم أم طبيعية أكثر منها. يجادل كوتش (1996) بأن أمومتها التصويرية لعبت دورًا محوريًا في تمثيلها المعقد للذات، وتشكيل وإضفاء الشرعية على الحكم الشخصي لأميرة أنثى مُعينة إلهيًا.

### الرعاية الطبية
على الرغم من أن الأطباء الرجال لم يوافقوا، لعبت النساء المعالجات دورًا مهمًا في الرعاية الطبية لسكان لندن من المهد إلى اللحد خلال الحقبة الإليزابيثية. حيث وظفتهم الأبرشيات والمستشفيات، وكذلك العائلات الخاصة. لعبوا أدوارًا مركزية في تقديم الرعاية التمريضية وكذلك الخدمات الطبية والدوائية والجراحية في جميع أنحاء المدينة كجزء من أنظمة المنظمة للرعاية الصحية. استمرت الأدوار الطبية للمرأة في التوسع في القرن السابع عشر، خاصة فيما يتعلق برعاية الفقراء المعدمين. كانت تدير النساء دور تمريض للذين لا مأوى لهم وللمرضى الفقراء، كما قدموا الرعاية للأطفال المهملين والأيتام والنساء الحوامل والمختلين عقليًا. بعد عام 1700، قوضت حركة الإصلاح العديد من هذه الأدوار وأصبحت ممرضة الأبرشية محصورة إلى حد كبير بتربية وتمريض الأطفال والرضع.

### الزواج
نحو 90% من نساء إنجلترا (والبالغات عمومًا) تزوجن في هذه الحقبة بمتوسط عمر 25-26 سنة للعروس و27-28 سنة للعريس. من بين النبلاء وطبقة الأعيان، كان المتوسط بنحو 19-21 للعروس و 24-26 للعريس. تزوجت العديد من سيدات المدينة والقرى لأول مرة في الثلاثينيات والأربعينيات من العمر، ولم يكن من غير المعتاد أن تتأخر الشابات اليتيمات في الزواج حتى أواخر العشرينيات أو أوائل الثلاثينيات للمساعدة في دعم أشقائهن الأصغر سنًا، وتقريبًا ربع العرائس الإنكليزيات كن حوامل في حفلات زفافهن.